# Свети Георги (Белица, Кичевско)
Вижте пояснителната страница за други значения на Свети Георги.
„Свети Великомъченик Георги“ (на македонска литературна норма: „Свети Ѓорѓи“) е възрожденска църква в кичевското село Белица, Северна Македония. Църквата е част от Кичевското архиерейско наместничество на Дебърско-Кичевската епархия на Македонската православна църква – Охридска архиепископия.
Изградена е в 1867 година. Иконостасът и иконите са от 1909 година. В храма има и 6 икони на Дичо Зограф, последните открити негови произведения и едновременно с това смятани за едни от най-красивите му дела.
- Камбанарията
- Прозорец с годината на градеж
- Фреска над входната врата
- Сцена от Страшния съд